# Tifón Ida (1958)
| Categoría 5 super tifón (SSHWS)                        |                                                        |
|                                                        |                                                        |
| El ojo del tifón Ida en su máxima intensidad.          |                                                        |
| Formado                                                | 20 de septiembre de 1958                               |
| Disipado                                               | 30 de septiembre de 1958                               |
| ( Extratropical después del 27 de septiembre de 1958 ) |                                                        |
| Vientos más altos                                      | 4 minuto sostenido : 399 km / h (200 mph) racha de 430 |
| Presión más baja                                       | 863 hPa ( mbar ); 25.9inHg                             |
| Fatalidades                                            | 1,269 en total                                         |
| Dañar                                                  | $ 50 millones (1958 USD)                               |
| Zonas afectadas                                        | Japón                                                  |
| Parte de la temporada del tifón del Pacífico de 1958.  |                                                        |

El Tifón Ida, también conocido como Kanogawa Typhoon ( og 野 川 台風 Kanogawa Taifū ), fue el sexto tifón más mortal en golpear Japón, así como uno de los ciclones tropicales más fuertes que se haya registrado . El 20 de septiembre, Ida se formó en el Pacífico occidental cerca de Guam. Se movió hacia el oeste y se intensificó rápidamente en un tifón de 115 mph (185 km / h) al día siguiente. El 22 de septiembre, Ida giró hacia el norte y continuó su rápido ritmo de intensificación. 2 días después, los cazadores de huracanes observaron una presión barométrica mínima de 877 mb (25.9 inHg), así como vientos máximos estimados de 325 km / h (200 mph). Esto convirtió a Ida en el ciclón tropical más fuerte registrado hasta el momento, aunque fue superado por el tifón el 17 de junio, años después. Ida se debilitó a medida que avanzaba hacia el norte-noreste, y tocó tierra en Japón en el sureste de Honshū con vientos de 80 mph el 26 de septiembre. Se volvió extratropical al día siguiente y se disipó el 28 al este del país. Ida causó inundaciones torrenciales en el sureste de Japón, lo que resultó en más de 1,900 aludes de lodo. El daño se estimó en $ 50 millones y hubo 1,269 muertes.

## Historia Meteorológica

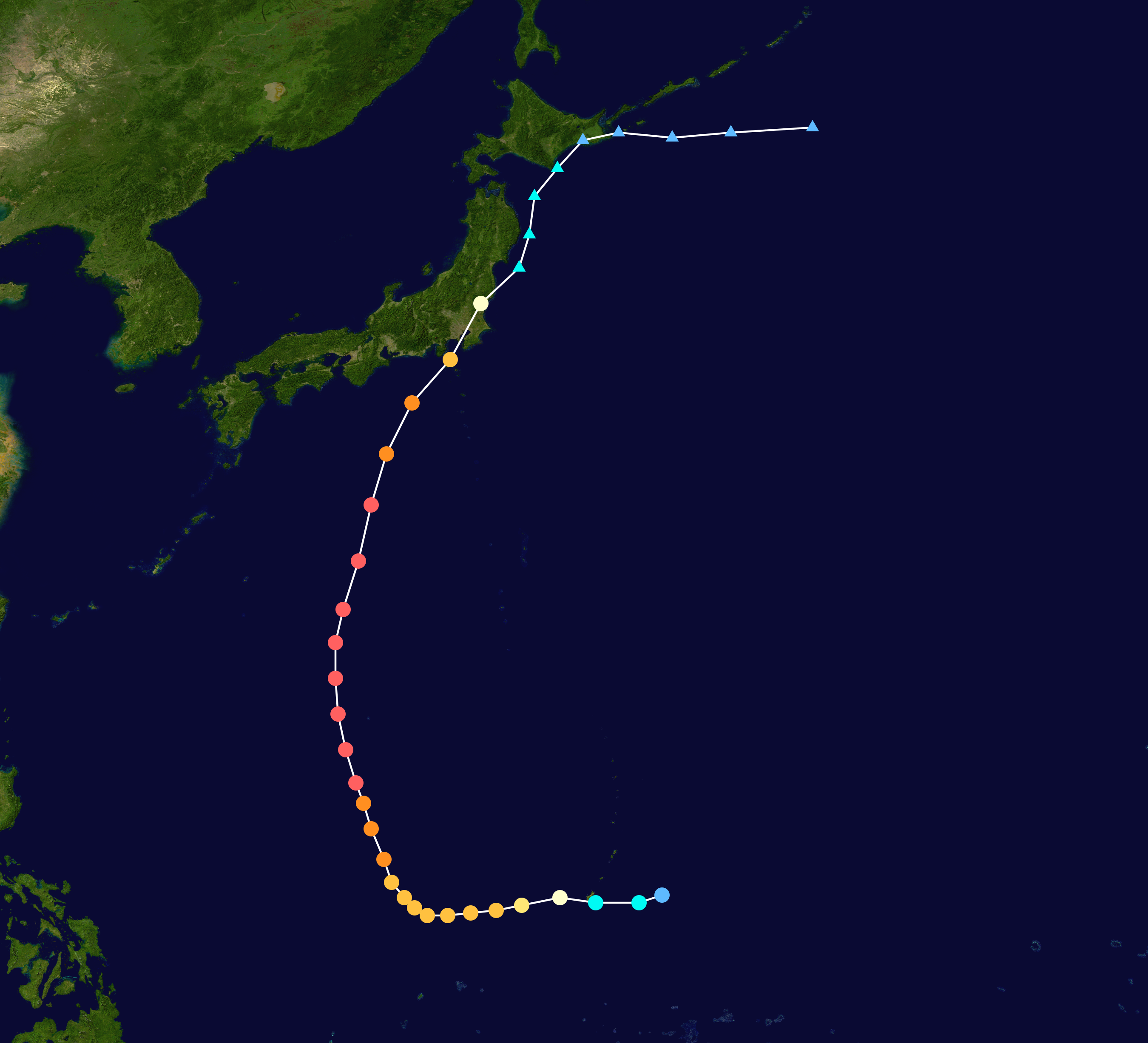
Mapa que representa la pista y la intensidad de la tormenta, de acuerdo con la escala de Saffir-Simpson

La tormenta tropical Ida se formó al este de Guam el 20 de septiembre de 1958. La tormenta se movió hacia el oeste, cruzando la isla a medida que se intensificaba gradualmente hasta convertirse en un tifón. El 22 de septiembre, Ida comenzó una moción hacia el norte, siguiendo un camino típico de los tifones de septiembre. Alrededor de ese tiempo, los cazadores de huracanes informaron que el ojo estaba oculto, y durante el siguiente día, la pantalla ocular quedó incompleta. Sin embargo, durante un período de 14 horas a partir de las 1500 UTC del 23 de septiembre, el Tifón Ida comenzó a experimentar una rápida profundización , a veces a una tasa de 5,8 mbar (0,17 inHg ) por hora. El ojo se volvió cada vez más definido, y cerca de las 0500 UTC del 24 de septiembre, un avión de reconocimiento desplegó una caída en el tifón a unas 600 millas (970 km) al noroeste de Guam. El instrumento registró una presión barométrica de 877 mbar (25.9 inHg), lo que convirtió a Ida en el ciclón tropical más fuerte registrado en el momento, medido por la presión.
Alrededor del momento de su presión más baja, los cazadores de huracanes estimaron vientos a nivel de vuelo de 345 km / h (215 mph). El vuelo de reconocimiento observó una temperatura superficial en el ojo de 33 °C (92 °F) con 50% de humedad; un ojo tan cálido y seco era bastante inusual por estar ubicado sobre el océano abierto. A menos de un  día y medio después de su intensidad máxima, los aviones informaron que el ojo se había llenado de nubes, lo que indicaba un debilitamiento. Los vientos de Ida disminuyeron gradualmente, y el tifón golpeó Japón en el sureste de Honshu el 26 de septiembre con vientos de 190 km / h (120 mph) y una presión mínima de 949 milibares (28.0 inHg). El tifón cruzó la parte oriental del país y emergió de la Prefectura de Fukushima al Océano Pacífico. A principios del 27 de septiembre, Ida se convirtió en extratropical , y sus restos se movieron a través de Sapporo y las Islas Kuriles antes de disiparse a fines del 28 de septiembre.
Cuando los cazadores de huracanes informaron la presión más baja de Ida, la medición fue 10 mb (0,30 inHg) más baja que el récord anterior de 887 mbar (26,2 inHg), establecido por un tifón en 1927 . Ida mantuvo su estatus de tifón más intenso hasta 1973, cuando el tifón Nora alcanzó la misma presión mínima. En noviembre de 1975, el Tifón June superó a ambos y alcanzó una presión mínima de 875 mbar (25.8 inHg).El Tifón Tip en octubre de 1979 se convirtió en el más fuerte registrado con una presión mínima de 870 mbar (26 inHg), que sigue siendo el récord. [7]

## Impacto
| Nombre          | Número | Nombre japonés           |
| --------------- | ------ | ------------------------ |
| Marie           | T5415  | Toyamaru Typhoon         |
| Ida             | T5822  | Kanogawa Typhoon         |
| Sarah           | T5914  | Miyakojima Typhoon       |
| Vera            | T5915  | Isewan Typhoon           |
| Nancy           | T6118  | 2.º tifón muroto         |
| Cora            | T6618  | 2.º tifón de Miyakojima  |
| Della           | T6816  | 3.er tifón de Miyakojima |
| Bebé            | T7709  | Okinoerabu Typhoon       |
| Referencia: [8] |        |                          |

Daños de Ida en Izunokuni, Shizuoka
Mientras el tifón Ida golpeó a Japón, produjo fuertes lluvias que alcanzaron los 74.86 cm (29.47 pulgadas) en el Monte Amagi en la Península de Izu . En la megapoli de Tokio, la tormenta dejó caer casi 43 cm (17 pulgadas) de lluvia, que fue el total diario más alto desde que comenzó el registro en 1876. En todo el país, las lluvias causaron inundaciones a lo largo del Los ríos Kano , Merugo y Arakawa ; la inundación del río Kano destruyó las aldeas a lo largo de la península de Izu. Las lluvias provocaron al menos 1,900 derrumbes,  incluyendo 786 en el área de Tokio. Hubo una marea de tormenta de 1.1 m (3.6 pies) en Tokio , que inundó 120,000 acres de campos de arroz. A lo largo de la costa, había 32 barcos que faltaban o estaban hundidos, y otros 20 resultaron dañados. Además de las lluvias, el tifón produjo vientos de hasta 160 km / h (100 mph), con ráfagas de 130 km / h (80 mph) registradas en Tokio; sin embargo, el daño del viento fue menor. 
Un informe de la revista Time Magazine a principios de octubre de 1958 se refería a Ida como el peor tifón japonés en 2 décadas, desde el tifón de Maruto en 1934. En el área de Tokio, la tormenta causó cortes de energía generalizados e interrumpió gravemente el sistema de transporte. Durante la tormenta, las comunicaciones se cortaron con la Península de Izu, donde el daño fue mayor. En todo el país, se inundaron más de 520,000 hogares, que es el más registrado de la historia. Como resultado, la Agencia Meteorológica de Japón le dio a Ida el nombre local especial del "Tifón Kanogawa". El tifón dañó 16,743 hogares en algún grado, incluyendo 2,118 que fueron destruidas y otras 2,175 que fueron dañadas severamente. Aunque inicialmente se informó que la tormenta dejó a unas 500,000 personas sin hogar, el total se redujo más tarde a 12,000 personas que quedaron sin hogar debido a la tormenta. Además, el tifón destruyó más de 244 puentes de carretera o ferrocarril. El daño general se estimó en $ 50 millones (1958 USD ), o 20.6 mil millones de yenes . En general, el tifón hirió a 1.138 personas y mató a un total de 1.269 personas. Esto convierte a Ida en la sexta tormenta más letal del país, detrás del tifón Ruth en 1951, el tifón Marie en 1954, el tifón Ida en 1945, el tifón Muroto de 1934 y el tifón Vera en 1959. Incluido en el número de muertos había 381 personas que faltaban y se presumía muerto. 
Después de que la tormenta se calmó, el ejército de los Estados Unidos proporcionó suministros y soldados para ayudar en el trabajo de socorro. Unos 200 bomberos a lo largo del río Kano asistieron en los esfuerzos de socorro.
- Datos: Q901752
- Multimedia: Typhoon Ida (1958) / Q901752